# Jean Giroud
Pour les articles homonymes, voir Giroud.
 (janvier 2014).
Jean Giroud, né le 19 avril 1910 à Pont-Audemer et mort le 31 janvier 1997 à Grenoble, est un organiste et compositeur français. Il est le père de Michel Giroud, facteur d'orgues.

## Biographie
Né à Pont-Audemer (Eure) le 19 avril 1910, Jean Giroud fut l'élève de Marcel Dupré (orgue), de Paul Dukas (composition), d'Alfred Cortot (piano) et d'André Pirro (musicologie). Ayant la chance d'habiter Paris et très attiré par le rôle liturgique de l'orgue, il bénéficia également de l'enseignement de Joseph Bonnet et Charles Tournemire. Nommé sur concours organiste de l'église métropolitaine Saint-Louis de Grenoble en mai 1934, il fut un des prestigieux représentants de cette grande génération d'organistes français nés dans les premières décennies du XXe siècle, pour qui les rapports entre l'art musical et la liturgie ont été quelque chose de fondamental. Extrêmement convaincu et convaincant à ce sujet, Jean Giroud a présidé aux destinées de la musique sacrée à cette tribune pendant plus de 60 ans, défenseur infatigable du plain-chant, de la polyphonie de qualité, et de l'orgue dont il fut l'un des très grands interprètes ardent et inspiré.
Familier de Maurice Ravel qui l'assura de son amitié jusqu'à sa mort, de Stravinsky, Auric, Britten, Dallapiccola, et de penseurs comme Claudel, Guitton ou Maritain, une amitié exceptionnelle de plus de 50 ans le liait à Olivier Messiaen, de même qu'avec Gaston Litaize, Pierre Cochereau et tant d'autres personnalités tant françaises qu'étrangères dont beaucoup ne sont plus.
Musicologue hors pair, il a introduit l'enseignement de la musicologie à l'université de Grenoble où a été créé, grâce à ses efforts, un diplôme : DEUG Lettres-Arts, section musique et musicologie.
Il dirigea la chorale universitaire de Grenoble dont la réputation devint internationale. Sa qualité lui a valu d'être associé par contrat à la firme de disques Erato. En 1973 cette chorale se vit attribuer le Grand Prix international du disque pour l'interprétation des œuvres vocales a cappella de Francis Poulenc, sous la direction de Jean Giroud.
Il fut un chercheur, auquel on doit de nombreuses études de musicologie et un compositeur fécond dont les œuvres musicales couvrent un registre très large : orgue, piano, orchestre, musique de chambre, musique de film, polyphonie vocale. Pour exemple : ses Images pour un chemin de croix sur le texte de Paul Claudel, et sa Toccata pour l'Élévation.
Jean Giroud fut une figure racée d'organiste, un combattant intransigeant de la médiocrité et du conformisme. Sa carrière d'organiste et de chef de chœur le conduisit à travers toute l'Europe. Mais il fut surtout un musicien dont l'axe essentiel de la vie artistique fut son activité de musicien d'église.
Jean Giroud enseigna l'orgue, aux conservatoires de Grenoble, Strasbourg, Chambéry. Il fut également chargé de cours aux conservatoires de Nice et Annecy.
Chevalier de la Légion d'honneur et de l’Ordre national du Mérite, officier des Palmes académiques et commandeur dans l'Ordre pontifical de Saint-Grégoire-le-Grand, Jean Giroud s’est éteint le 31 janvier 1997 à Grenoble.

## Œuvres
Œuvres pour orgue
- Images pour un Chemin de Croix, mars 1944
- Toccata pour l’Elévation (Éditions musicales de la Schola Cantorum et de la Procure générale du clergé, publiée en 1951 dans la revue Orgue et Liturgie, no 10)
- Introït et Agnus Dei
- 4 Esquisses, 2 novembre 1947
- Bercement, octobre 1948
- Fugue, composée à sa demande et dédicacée à Pierre Cochereau, en mai-juin 1972

Liturgie
- Notre Père, Agneau de Dieu, chant à l’unisson accompagnement ad libitum, 12 août 1970.
- Ave Maria Virgo Serena, 2 voix égales et orgue

Vocal
- L’Ile, 1958
- Ave Maria

Piano
- Menuet à la manière de Ravel, 1934
- Enfantines, 1936
- Scherzino, 1935
- Intimité, 23 juillet 1938

Musique instrumentale
- Danse pour 2 violons, alto et violoncelle
- Miniatures pour quatuor à cordes
- 3 Pièces "express" pour trio d’anches ou flûte, clarinette en si bémol, basson, juin 1938
- 1er Quatuor à cordes (4 mouvements) pour 2 violons, alto et violoncelle, 1941
- 2e Quatuor, 8 novembre 1947 – 25 décembre 1947
- 3e Quatuor pour 2 violons, alto, violoncelle, 17 août 1978
- 2 Danses pour quatuor à cordes, vieille danse vosgienne "aux armées", 1940-44
- Divertissement pour orchestre à cordes et piano, février 1946
- Pièce pour hautbois, 2 violons, alto et violoncelle, 28 juillet 1948
- Hommage à J.S Bach pour 2 violons, violoncelle, piano et contrebasse, août 1948
- Rythmes pour quintette à vent (flûte, hautbois, clarinette en si b, cornet en fa et basson), 1954
- Triptyque pour piano et violoncelle